# توني رومانو
توني رومانو (بالإنجليزية: Tony Romano)‏ هو لاعب هوكي الجليد أمريكي، ولد في 5 يناير 1988 في سميثتاون في الولايات المتحدة.

## وصلات خارجية
- توني رومانو على موقع دوري الهوكي الوطني (الإنجليزية)
- توني رومانو على موقع EliteProspects.com (الإنجليزية)
- توني رومانو على موقع HockeyDB.com (الإنجليزية)